# Хипотимија
Хипотимија је стање у којем особа показује смањену могућност емоционалних реакција. То осиромашује лични и социјални живот особа и често води отуђењу и усамљености, карактеристичним за депресивна стања.